# Elmacken
Elmacken är en svensk laddkedja för elbilar baserad i Småland. Kedjans två största laddstationer är placerade i centrala Smålandsstenar och Gislaved, i handelsområdet Smålandia.
Elmackens stationer är öppna för alla, utan krav på medlemskap eller app. Betalning sker med bankkort eller Swish. Elmacken erbjuder en av de billigaste snabbladningsalternativen i Smålandsregionen och elområde 3.

## Laddstationer

### Gislaved
I maj 2022 invigdes laddstationen i Gislaved, i handelsområdet Smålandia där väg 26 och väg 27 möts. Stationen har 8 stycken 150 kW Kempower CCS snabbladdare.

### Smålandsstenar

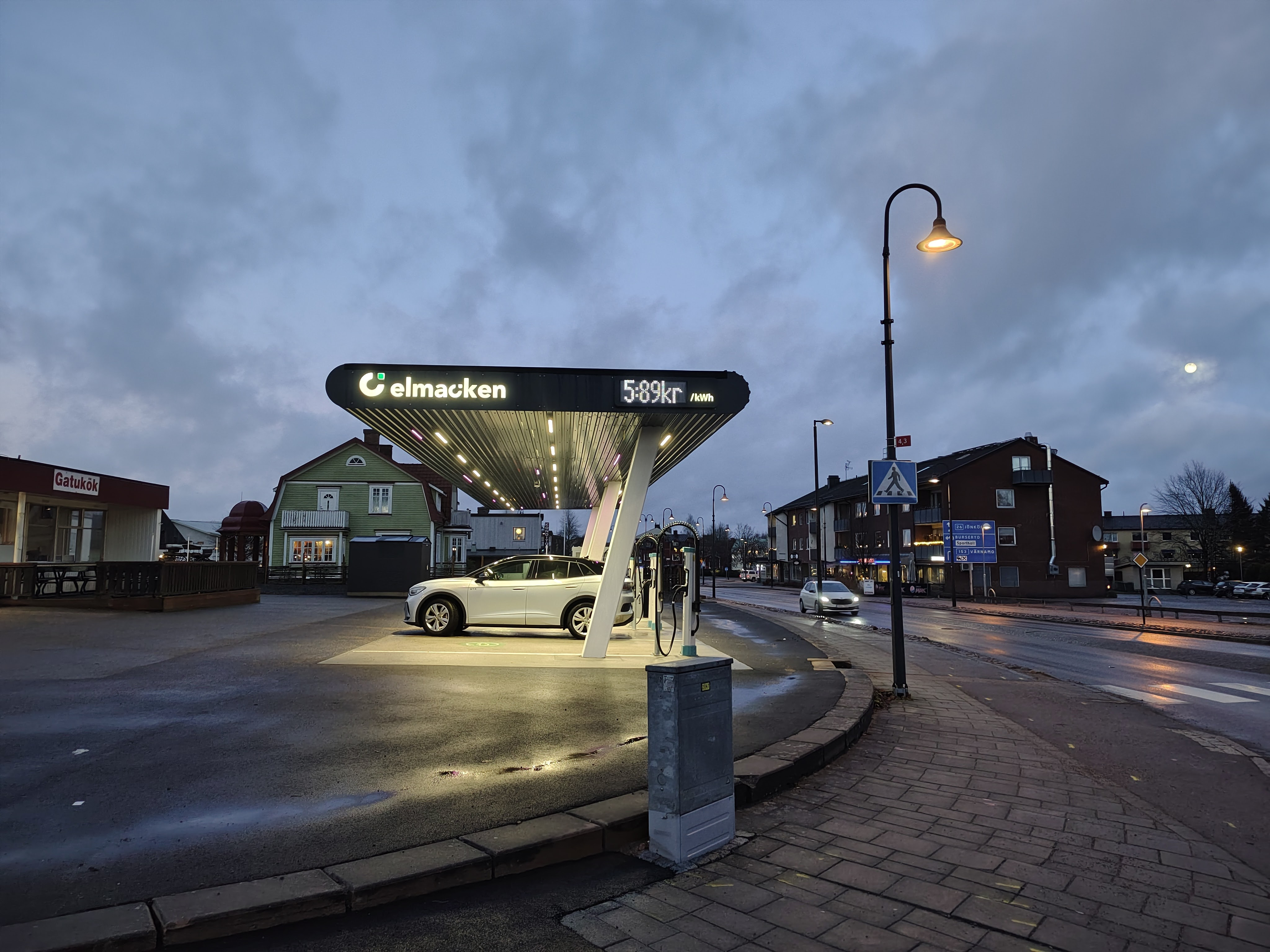
Laddstation i Smålandsstenar

I augusti 2024 öppnades laddstationen på Södra Nissastigen 6 i centrala Smålandsstenar. Stationen har 6 stycken 400 kW CCS snabbladdare.

## I media
Elmackens grundare har intervjuats i svenska branschtidningar  om olika ämnen inom elbilar – vinterladdning, kostnader, laddstationers verksamhet, kinesiska elbilstillverkare, utmanningar med elbilar och andra. Elmacken har också intervjuats i flera podcasts om elbilar, som är tillgängliga på Acast och Spotify.